# John Murphy (baloncestista)
John Francis "Moe" Murphy (Filadelfia, Pensilvania, 13 de septiembre de 1924-ibidem 29 de enero de 2003) fue un jugador de baloncesto estadounidense que disputó una temporada en la BAA, además de jugar en la ABL. Con 1,88 metros de estatura, jugaba en la posición de alero.

## Trayectoria deportiva

### Profesional
Tras jugar una temporada en los Wilmington Bombers de la ABL, en la que promedió 8,5 puntos por partido, en 1946 fichó por los New York Knicks de la BAA, donde jugó nueve partidos en los que promedió 2,7 puntos. Tras ser despedido jugó once partidos con los Philadelphia Warriors, en los que apenas promedió 0,7 puntos.
Regresó posteriormente a los Bombers, donde en los diez partidos que completó fue el mejor anotador del equipo, promediando 19,1 puntos. Jugó dos años más en la ABL antes de retirarse definitivamente.

#### Estadísticas en la BAA

##### Temporada regular
| Temporada | Edad | Equipo                | Liga | P  | TIT | MIN | TC  | TCA | %TC  | 3P | 3PA | %3P | TL  | TLA | %TL  | R.OF. | R.DEF. | REB | ASIS | ROB | TAP | PER | FP  | PTS |
| 1946-47   | 22   | TOTAL                 | BAA  | 20 |     |     | 0.6 | 2.0 | .275 |    |     |     | 0.5 | 0.8 | .667 |       |        |     | 0.0  |     |     |     | 0.4 | 1.6 |
| 1946-47   | 22   | New York Knicks       | BAA  | 9  |     |     | 0.9 | 2.8 | .320 |    |     |     | 0.9 | 1.3 | .667 |       |        |     | 0.0  |     |     |     | 0.3 | 2.7 |
| 1946-47   | 22   | Philadelphia Warriors | BAA  | 11 |     |     | 0.3 | 1.4 | .200 |    |     |     | 0.2 | 0.3 | .667 |       |        |     | 0.0  |     |     |     | 0.5 | 0.7 |
| Total     |      |                       | BAA  | 20 |     |     | 0.6 | 2.0 | .275 |    |     |     | 0.5 | 0.8 | .667 |       |        |     | 0.0  |     |     |     | 0.4 | 1.6 |